# کریستن فلیپکنز
 کریستن فلیپکنز (انگلیسی: Kirsten Flipkens؛ زادهٔ ۱۰ ژانویهٔ ۱۹۸۶) یک تنیس‌باز اهل بلژیک است.